# Rete di Hopfield

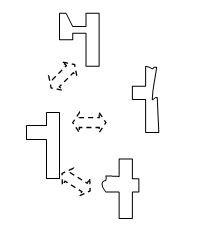
Uno schema di come funziona la rete di Hopfield. L'immagine al centro viene sempre trovata, anche se questa fosse leggermente distorta (per esempio con rumore bianco).

Una rete di Hopfield è un tipo di rete neurale artificiale, nota per essere il modello di rete che simula le capacità del cervello umano di ricordare le cose o di ricostruire le immagini distorte.
Nel campo delle reti neurali questo modello è classificato come apprendimento non supervisionato: la rete impara senza avere esempi, soltanto con l'uso del concetto di "energia". Questo modello fa uso delle funzioni di Ljapunov per provare la propria stabilità.

## Storia

La rete di Hopfield

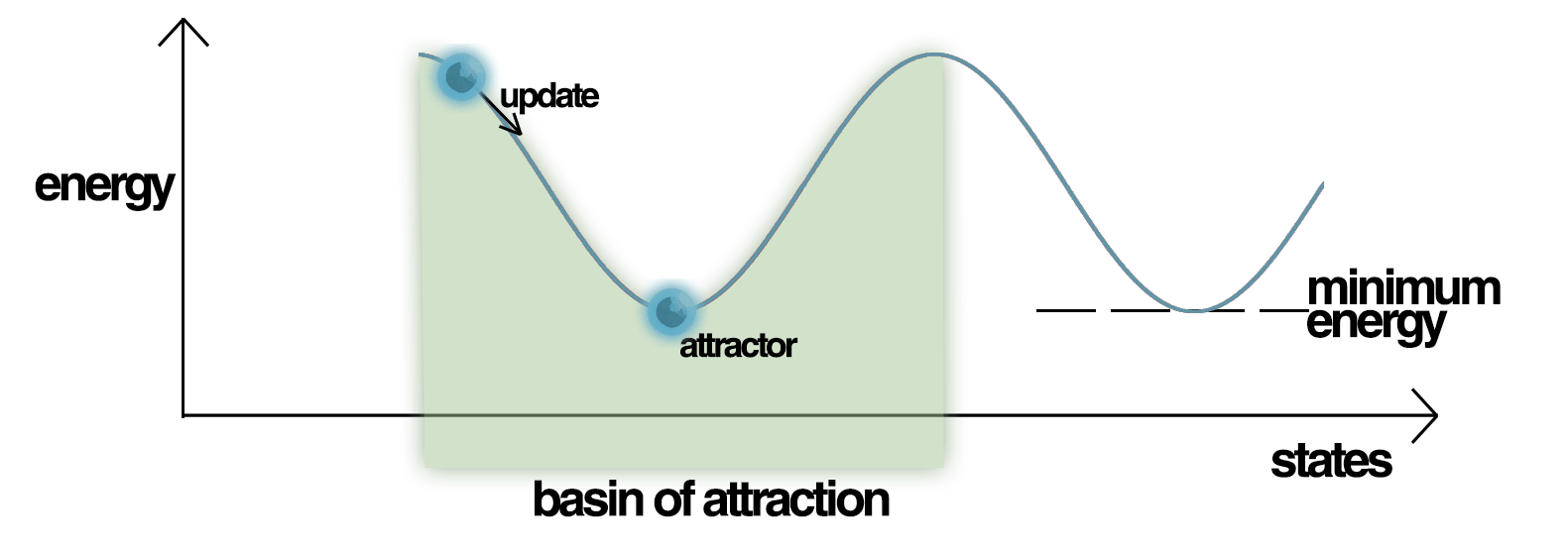
L'idea usata per spiegare come funziona la rete. Ogni punto di minima energia è una memoria. Questi punti cambiano di accordo con quello desiderato della rete.

Nel 1982, il fisico americano John Hopfield pubblica un articolo fondamentale in cui presenta un modello matematico comunemente noto appunto come rete di Hopfield: tale rete si distingue per "l'emergere spontaneo di nuove capacità computazionali dal comportamento collettivo di un gran numero di semplici elementi d'elaborazione". Le proprietà collettive del modello producono una memoria associativa per il riconoscimento di configurazioni corrotte e il recupero di informazioni mancanti. Un esempio di memoria associativa è anche la nostra capacità di riconoscere un'immagine anche quando questa non è esatta, come il guardare una scritta da una finestra sporca e essere comunque capaci di riconoscerla, o il riconoscere un vecchio amico rivedendolo dopo anni.
Inoltre, Hopfield ritiene che ogni sistema fisico possa essere considerato come un potenziale dispositivo di memoria, qualora esso disponga di un certo numero di stati stabili, i quali fungano da attrattori per il sistema stesso. Sulla base di tale considerazione, egli si spinge a formulare la tesi secondo cui la stabilità e la collocazione di tali attrattori sono proprietà spontanee di sistemi costituiti, come accennato, da considerevoli quantità di neuroni reciprocamente interagenti. Di solito, queste proprietà sono chiamate proprietà emergenti.

## Funzionamento
Le applicazioni delle reti di Hopfield riguardano principalmente la realizzazione di memorie associative, resistenti all'alterazione delle condizioni operative, e la soluzione di problemi d'ottimizzazione combinatoriale come, ad esempio, riconoscere la targa di un'auto.
Da un punto di vista strutturale, la rete di Hopfield costituisce una rete neurale ricorsiva simmetrica, di cui è garantita la convergenza.
Una rete ricorsiva è un modello neurale in cui è presente un flusso bidirezionale d'informazioni; in altri termini, mentre nelle reti di tipo feedforward, come le reti feedforward neural network, la propagazione dei segnali avviene unicamente, in maniera continua, nella direzione che conduce dagli ingressi alle uscite, nelle reti ricorsive tale propagazione può anche manifestarsi da uno strato neurale successivo ad uno precedente, oppure tra neuroni appartenenti ad uno stesso strato, e persino tra un neurone e sé stesso, chiamato di feedback.